# Leonardo Boto
Leonardo Luis Boto (Buenos Aires, 20 de abril de 1970) es un  licenciado en Geografía, geógrafo y político argentino. Actualmente se desempeña como intendente del partido bonaerense de Luján, cargo que asumió el 10 de diciembre de 2019.

## Primeros años
Nacido en Buenos Aires el 20 de abril de 1970, Boto completó su educación universitaria en la Universidad del Salvador (Argentina) obteniendo una licenciatura en Geografía y luego completó una Maestría en Políticas Públicas y Administración de la Universidad de San Andrés (Argentina). Boto también asistió a la Universidad de Montana en Estados Unidos, donde enfocó sus estudios en un programa especializado para la Gestión de Recreación Vida Silvestre. Más tarde completó un programa de servicio público en la Fundación Guile en Suiza.

## Carrera en el turismo
Durante más de una década, Boto ha participado activamente en la industria del turismo argentino y trabaja para la Comisión Nacional de Seguridad Turística y se ha desempeñado en puestos como director del Programa de Turismo para la Fundación Octubre y como director nacional de Gestión de Calidad Turística en la Secretaría de Turismo de Argentina. Fue promovido a secretario Ejecutivo del INPROTUR, el Instituto Nacional de Promoción del Turismo de Argentina en marzo de 2009.

## Rally Dakar
En 2009, coordinó la transferencia exitosa del Rally Dakar, la carrera más popular del mundo desde el norte de África hasta Argentina y Chile.  El cambio de ubicación ha alterado radicalmente el carácter de la raza. Aunque el objetivo es el mismo, después de un camino predeterminado de 9.000 kilómetros a través de terreno peligroso, los conductores pasan a veces durante días en el norte de África sin ver personas. En 2009, el primer día más de 500.000 argentinos llenaron las calles de Buenos Aires para ver a los camiones, automóviles y motociclistas al inicio del evento. Se estima que más de las tres millones de argentinos se alineaban en la pista de carreras durante los próximos catorce días.

## Intendente de Luján
En 2019 se postuló como candidato a la intendencia de Luján por el Frente de Todos. El 11 de agosto ganó las PASO en el distrito y el 27 de octubre de 2019 fue elegido con el 44% de los votos superando  a Fernando Casset (Juntos por el Cambio)

En 2023, fue reelecto intendente de Luján esta vez con la coalición Unión por la Patria, obteniendo el 58% de los votos venciendo a Marcelo Musso de Juntos por el Cambio con el 21%.
Durante su gestión se inició la recuperación y modernización de la Terminal de ómnibus de Lujan.

## Otras actividades
En noviembre de 2009 lanzó Boto FAPPU (La Fundación Para El Análisis de Políticas Públicas), un grupo de reflexión para investigar las políticas públicas y analizar el gasto público en la ciudad de Buenos Aires.